# Arthur Stanley Tritton
Arthur Stanley Tritton (25 febbraio 1881 – 8 novembre 1973) è stato un islamista e storico britannico.
Dopo aver insegnato dal 1921 nell'università di Aligarh, fu nominato nel 1938 professore di Lingua araba nella School of Oriental and African Studies (Università di Londra),

## Principali opere
- The Rise of the Imams of Sanaa (1925)
- The Caliphs and their non-Muslim Subjects: a Critical Study of the Covenant of Umar (1930)
- Teach Yourself Arabic (1943)
- Muslim Theology (1947)
- Islam: Belief and Practices (1951)
- Materials on Muslim education in the Middle Ages (1957) [3]